# Life Racing Engines
Life Racing Engines a fost o echipă de Formula 1, care a concurat în Campionatul Mondial în sezonul 1990.

## Palmares în Formula 1
| Sezon | Piloți                                              | Puncte | Loc clasament general |
| ----- | --------------------------------------------------- | ------ | --------------------- |
| 1990  | Gary Brabham (2 curse); Bruno Giacomelli (12 curse) | 0      | -                     |